# Ide Schelling
Ide Schelling (født 6. februar 1998 i Haag) er en cykelrytter fra Holland, der er på kontrakt hos XDS Astana Team.

## Karriere
Efter tre år hos hollandske SEG Racing Academy, skiftede Schelling fra starten af 2020 til Bora-Hansgrohe på en 2-årig kontrakt.
Karrierens første professionelle sejr kom den 4. juni 2021, da han vandt det schweiziske endagsløb GP Kantons Aargau.